# Кордон (Свердловская область)
Кордон — посёлок в Свердловской области России, административно подчинённый городу Серову. Входит в Серовский муниципальный округ.
Ранее посёлок входил в состав Марсятского сельсовета Серовского района.

## Географическое положение
Посёлок Кордон расположен в 48 километрах (по дорогам в 68 километрах) к северу от города Серова, на правом берегу реки Сосьвы (правого притока Тавды). К западу от посёлка пролегает ветка Серов — Полуночное Свердловской железной дороги. В двух километрах к северо-северо-западу от Кордона расположена ближайшая железнодорожная станция Марсяты (в одноимённом посёлке).

## Население
| 2002 | 2010 |
| ---- | ---- |
| 48   | ↘16  |